# 六所神社 (世田谷区野毛)
六所神社（ろくしょじんじゃ）は東京都世田谷区の神社。

## 概要
元和年間（1615年～1624年）に創建された。元和期の多摩川の洪水で祠が流れ着き、府中の武蔵総社六所宮（現大國魂神社）方面から流れ着いたということで、「六所明神」と崇めて神社を創建したのが起源である。江戸時代は上下野毛村の鎮守であった。
戦後期に、鉄筋コンクリート造の社殿の建造のため整地をしていたところ、縄文時代の遺跡が発見されている。

## 交通アクセス
- 等々力駅より徒歩13分。